# Il mio amico Frankenstein
Il mio amico Frankenstein (Frankenstein and Me) è un film del 1997 diretto da Robert Tinnell.

## Trama
Earl Williams è un adolescente sognatore, appassionato di film horror, che vive fantasticando sui mostri degli Universal Studios. Nonostante sia un ottimo studente, Earl deve subire l'intolleranza della sua insegnante, Mrs. Perdue, che lo punisce per ogni minimo errore. Quando il padre muore improvvisamente per un infarto, Earl si ritrova a farsi carico della famiglia, andando alla ricerca di un lavoro. La vita di Earl cambia radicalmente dopo il passaggio in città di un circo itinerante e dopo il ritrovamento di una cassa contenente la creatura di Frankenstein, che Earl decide di riportare in vita, guidato dalla sua passione per i mostri.

## Riconoscimenti
- 1997 - Fantasporto
  - Miglior regia a Robert Tinnell
  - Nomination Miglior film